# Suzuki Jimny

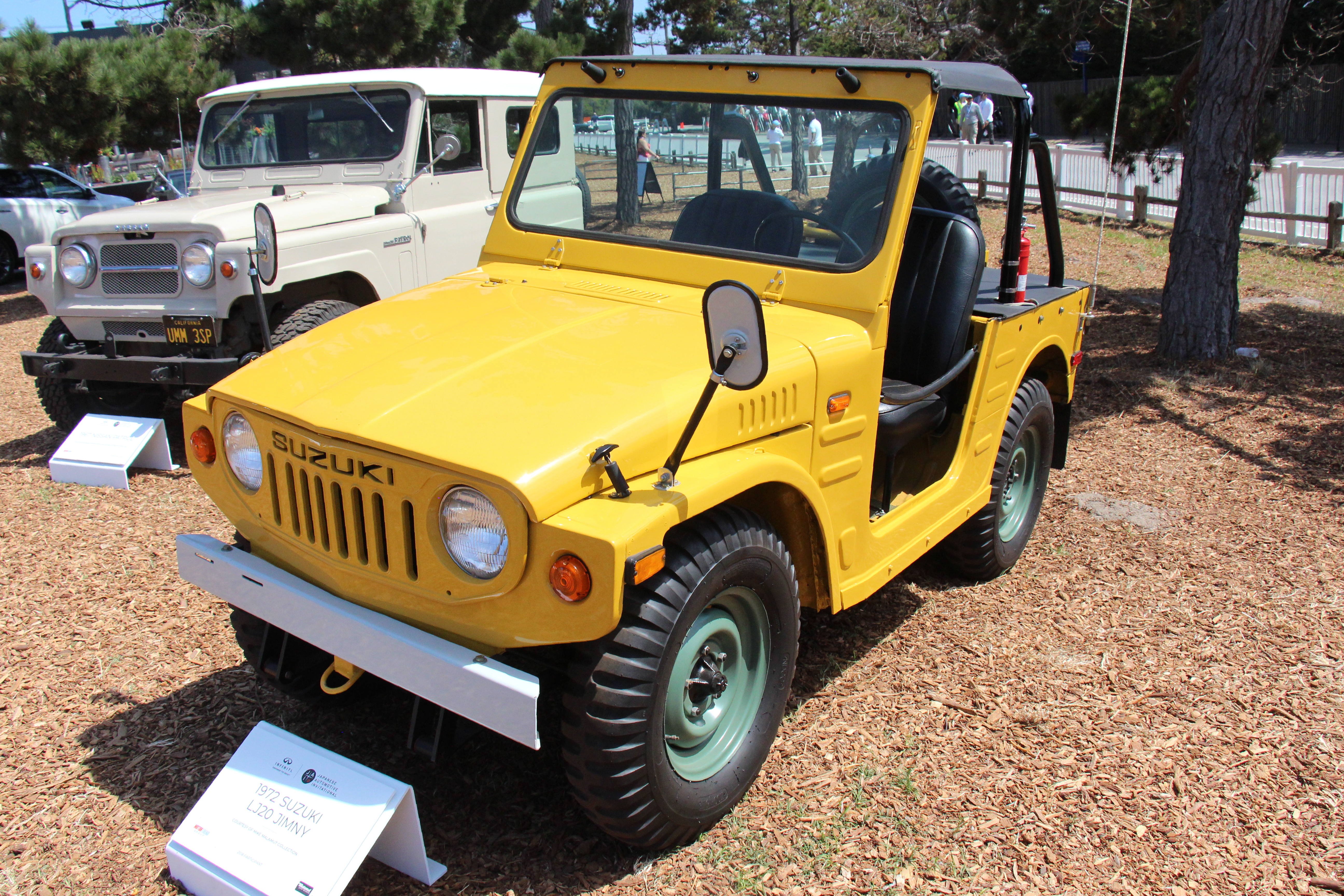
Suzuki Jimny LJ20, 1972 год.

Suzuki Jimny — компактный внедорожник, выпускающийся Suzuki с 1970 года. Впервые название Jimny введено в 1970 году Suzuki для обозначения компактных внедорожников.

## Первое поколение (1970-1981)

### LJ10
Первое поколение Suzuki Jimny было переделанным Hopestar ON360, которое назвали LJ10. Двигатель от Mitsubishi был заменён на двухтактный двухцилиндровый двигатель с объёмом 359 кубических сантиметров, который охлаждается воздухом и имеет мощность 24,6 лошадиных сил. Автомобиль имеет четырёхступенчатую механическую коробку передач и полный привод (4x4). В 1972 двигатель, охлаждающийся воздухом, был заменён на двигатель, который охлаждается водой. Автомобиль весит 600 кг и не имел крыши. Автомобиль классифицируется как кей-кар, который имеет три сиденья и одно запасное колесо за передним пассажирским сиденьем. Всего было продано около 5000 экземпляров. Официальное видео от Suzuki, в котором изображен Suzuki Jimny LJ10 на YouTube.

### LJ20
LJ20 (на международном рынке LJ50 и LJ55) - модификация первого поколения, созданная в 1972 году. Модификация имеет двухтактный трёхцилиндровый рядный двигатель объёмом 539 кубических сантиметров, который охлаждается водой и имеет мощность 26,6 лошадиных сил. LJ20 - первая модификация Suzuki Jimny, у которой есть твёрдая зафиксированная крыша.

#### Jimny 55
В сентябре 1975, из-за изменения законов о выбросах в Японии и остальных странах, двигатель от LJ20 был заменён на похожий, но который является более экологичным и имеет мощность 33 лошадиных сил. Модель с новым двигателем назвали Jimny 55. В Японии Jimny 55 начали продаваться в июне 1976.

### SJ20
SJ20 (на международном рынке LJ80) - модификация первого поколения, в которой двухтактный трёхцилиндровый двигатель был заменён на четырёхтактный четырёхцилиндровый восьмиклапанный двигатель, который имеет мощность 41 лошадиную силу. Автомобиль весит 770 кг.

## Второе поколение (1981-1998)

### SJ30
SJ30 - первая модификация второго поколения Suzuki Jimny, которая имеет двухтактный двигатель, использующийся в модификации первого поколения LJ20.

#### JA71

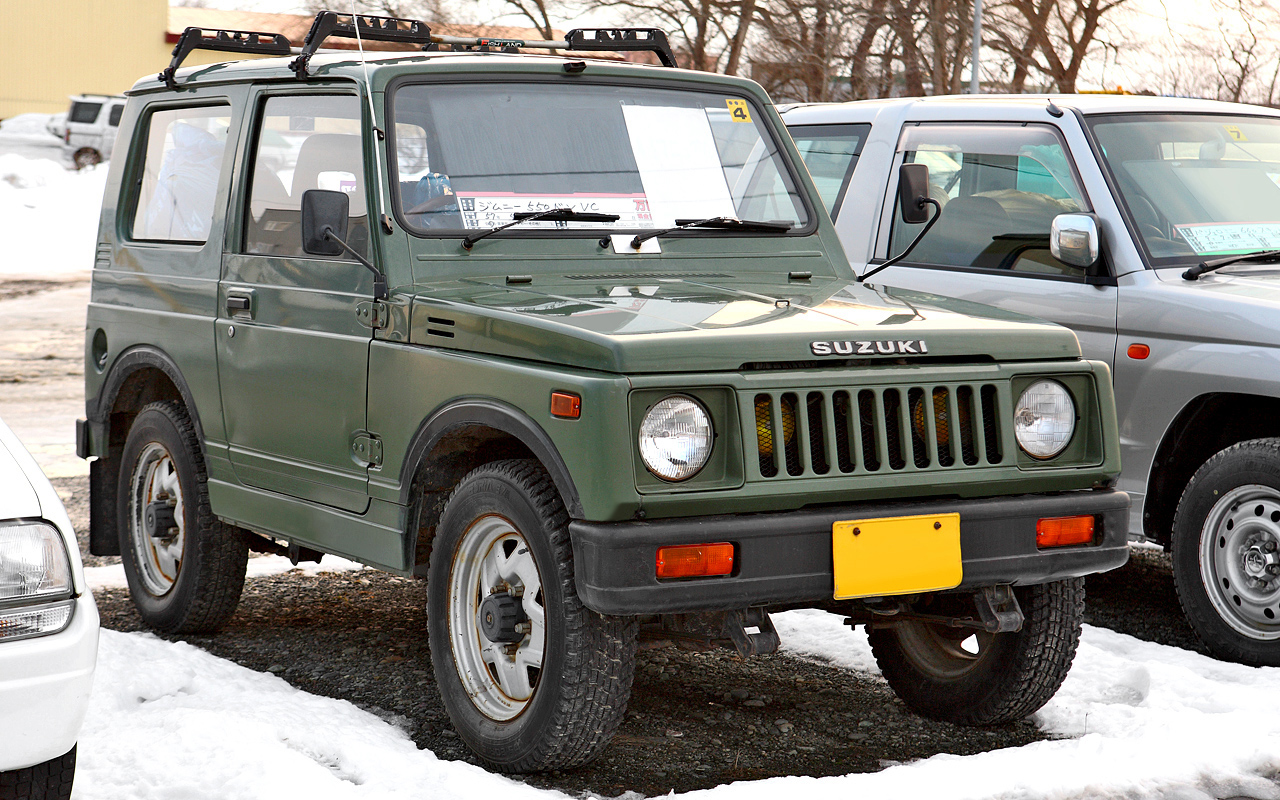
Suzuki Jimny SJ30, 1982 год.

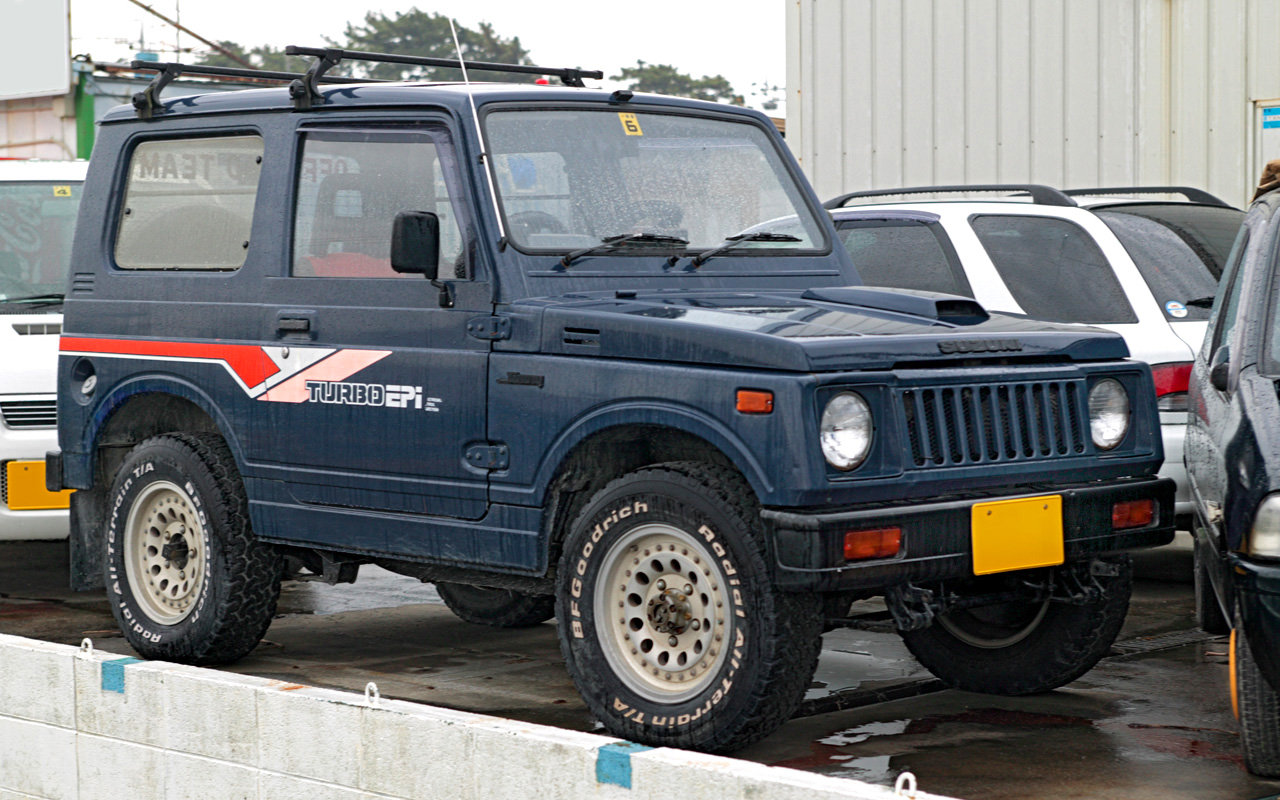
Suzuki Jimny JA71.

В Японии для рынка кей-каров в январе 1986 создали модификацию SJ30, назвав её JA71. Эта модель имеет трёхцилиндровый двигатель с турбонаддувом, который имеет объём 543 кубических сантиметра и мощность 41 лошадиную силу. В ноябре 1987 добавили интеркулер, и теперь двигатель имеет мощность 51 лошадиную силу. Интерьер данной модификации имеет панорамную крышу.

### SJ40

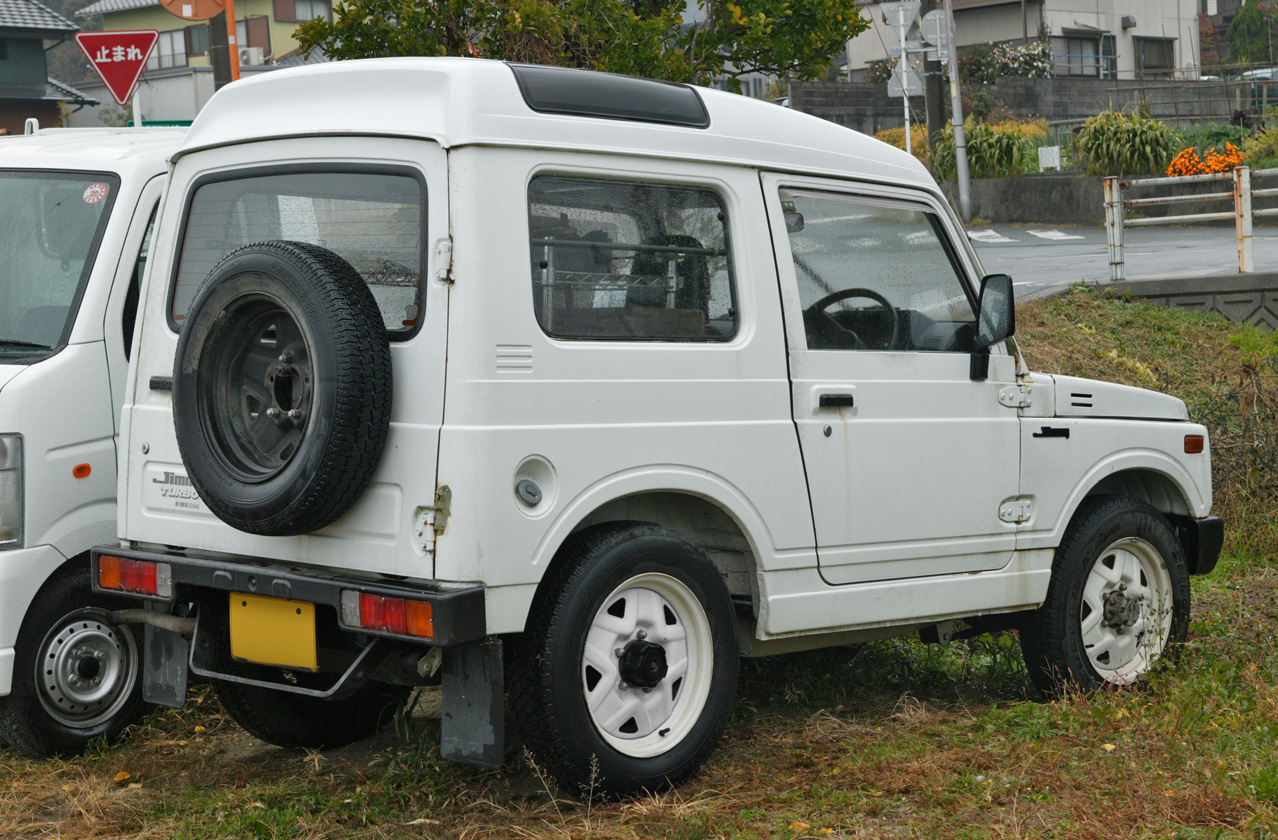
Suzuki Jimny JA71 с "высокой крышей" (high-roof).

SJ40 (Jimny 1000, на международном рынке SJ410) - вторая модификация второго поколения Suzuki Jimny, которая была представлена в 1982 году и имеет двухтактный восьмиклапанный двигатель Suzuki F10A объёмом 970 кубических сантиметров, который имеет мощность 51 лошадиную силу. Модификация имеет четырёхступенчатую механическую коробку передач, которую позднее заменили на автоматическую коробку передач для рынка США. Модификация SJ40 была доступна в кузове "панельный фургон", у которого отсутствуют окна в задней части, и была возможность отбросить крышу. Модификация также была доступна с "высокой крышей (англ. high-roof)". В 1986 для рынка США была представлена модификация с 1,3-литровым четырёхцилиндровым двигателем, который имеет мощность 63 лошадиных сил. Модификация имеет пятиступенчатую механическую коробку передач и полный привод, и продавалась до 1995 года.

### 1996 год
В 1996 была представлена модификация второго поколения, подвеска которой имеет спиральные пружины, и имела три модификации: JA12, JA22 и JB32.

#### JA12
JA12 - модификация, которая имеет трёхцилиндровый двигатель F6A с объёмом 657 кубических сантиметров.

##### JA22
JA22 - модификация JA12, которая имеет двигатель K6A с объёмом 658 кубических сантиметров.

#### JB32
JB32 - модификация, которая имеет 1,3-литровый шестнадцатиклапанный двигатель DOHC G13BB с мощностью 70 лошадиных сил. Данная модификация была доступна с восьмиклапанным двигателем G13BA, который имеет такую же мощность, как и DOHC G13BB.

## Третье поколение (1998-2018)

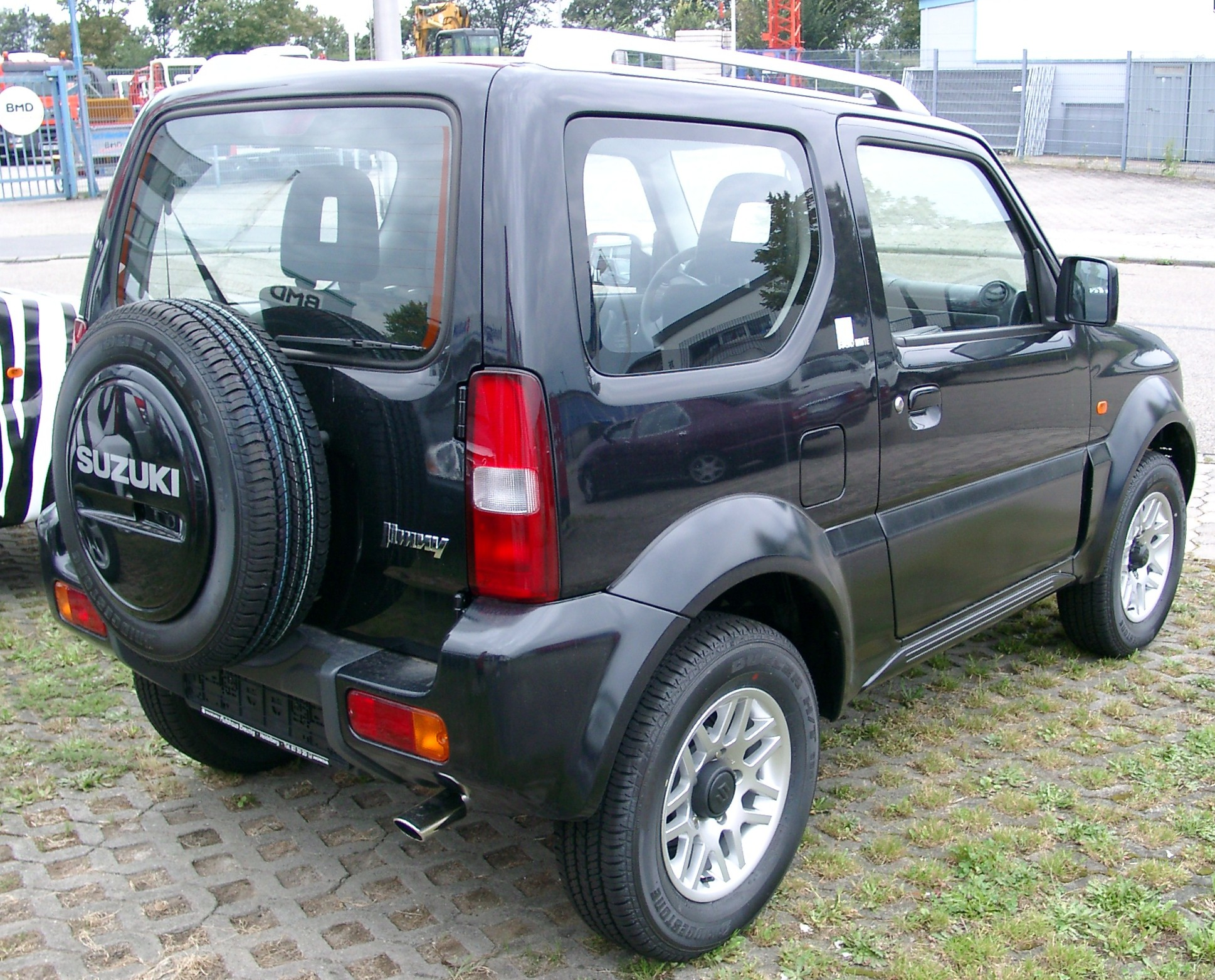
Suzuki Jimny JB33

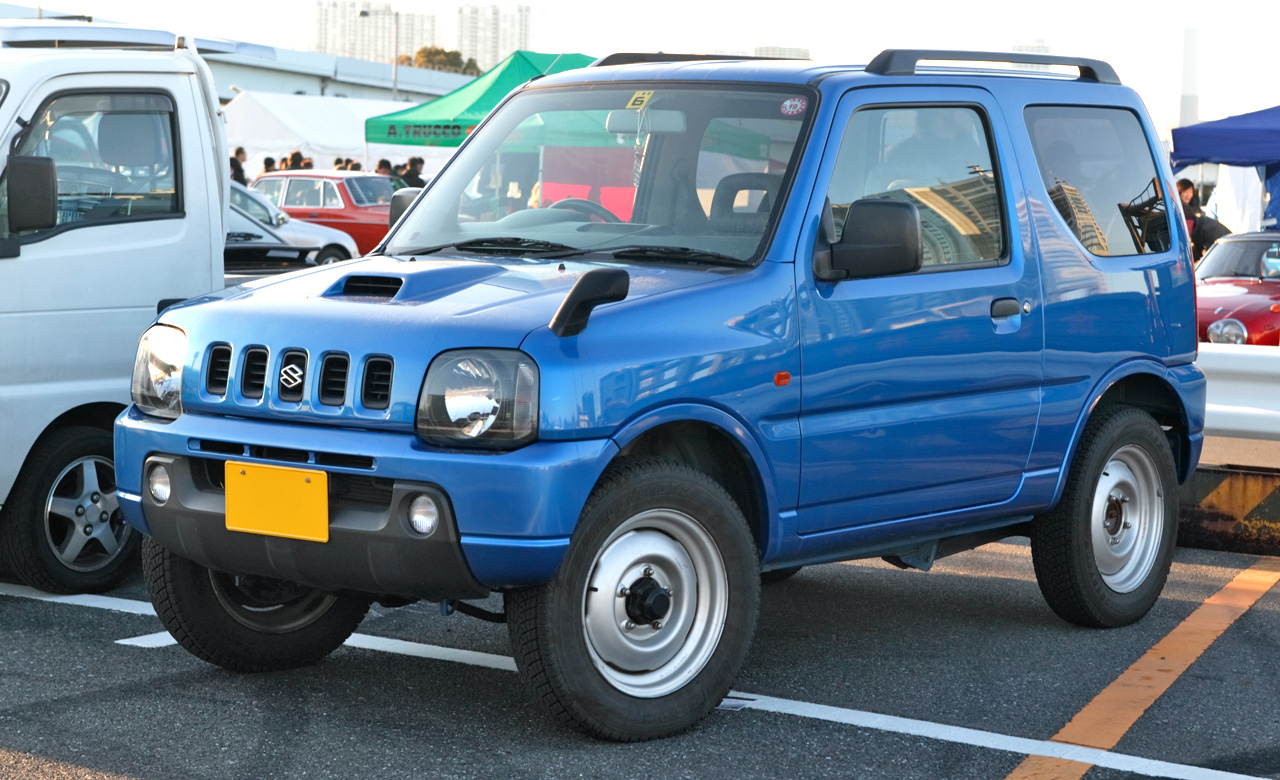
Suzuki Jimny JB23

Третье поколение Jimny (JB23/JB33/JB43/JB53) является наиболее известной модификацией автомобиля, которая выпускалась, с небольшими изменениями, на протяжении более чем двадцати лет. Впервые полностью обновлённая модель в более современном дизайне была представлена на Tokyo Motor Show в 1997 году. В дальнейшем появились две экспортные версии: стандартный кузов hard top представленная на Barcelona Motor Show в мае 1999 года модификация с мягкой крышей (производилась только испанской Santana Motors в 1999—2009 годах). Jimny практически полностью вытеснил популярную модель Samurai на всех основных рынках (европейская презентация прошла в Париже в 1998 году). Для внутреннего рынка Японии была предоставлена модель с двигателем K6A (0,66 л).
В 2012 году, для модельного ряда 2013 года, Jimny получил фейслифт: более угловатую решётку радиатора и новый передний бампер.
Производство автомобилей третьего поколения было завершено в 2018 году в рамках запуска нового поколения в конце того же года.

## Четвёртое поколение (2018-н.в.)

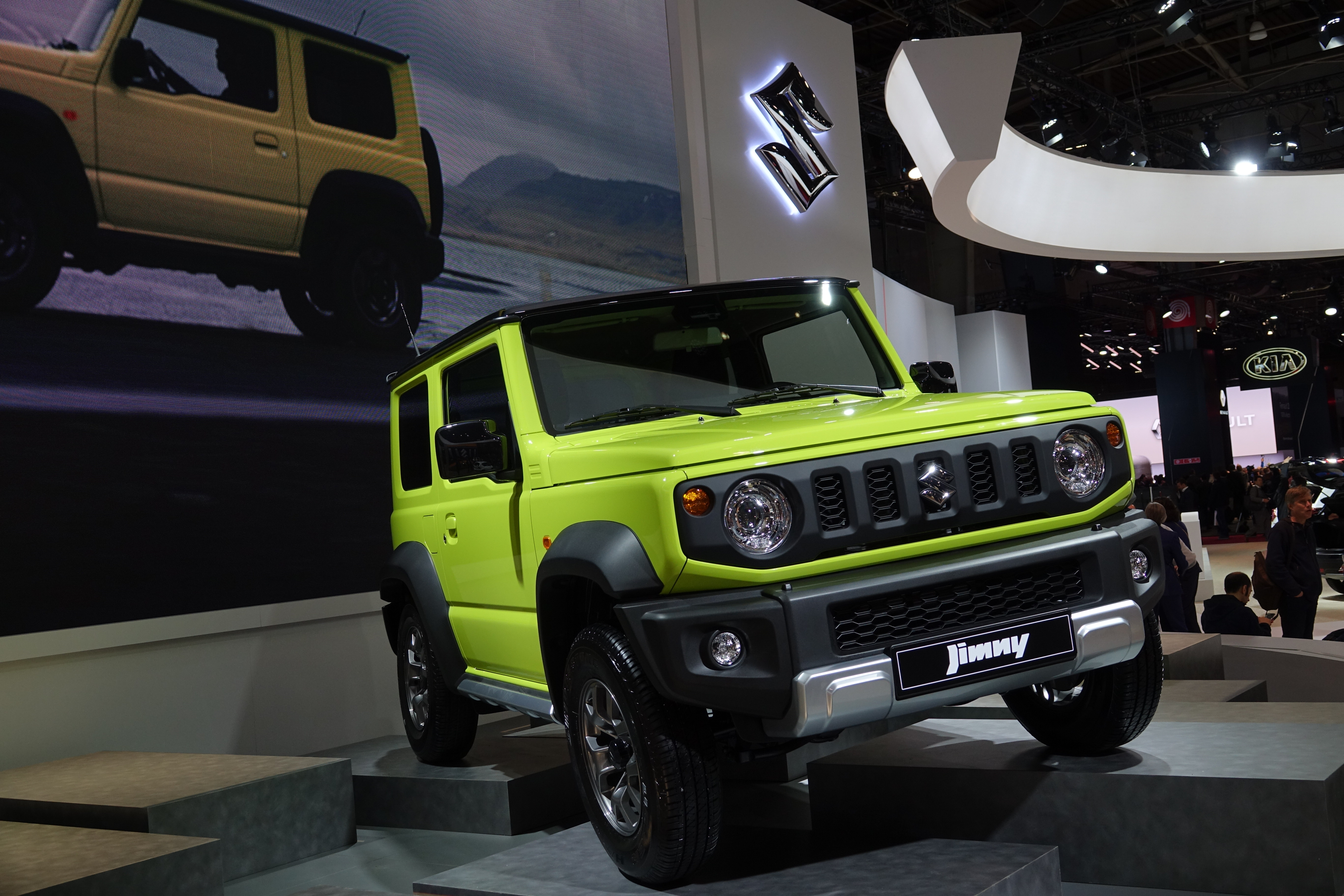
Suzuki Jimny JB74 2018 года.

Четвёртое поколение Jimny (JB64/JB74) было запущено в производство в Японии 5 июля 2018 года; в дизайне нового автомобиля очевидна перекличка с предыдущими моделями. Производство началось 29 мая 2018 на заводе Suzuki в Косай (префектура Сидзуока, Япония). На мексиканском рынке модель была представлена 12 ноября 2020 года. С 2023 года на некоторых рынках представлена модификация с 5 дверьми. 

### Безопасность
Автомобиль прошел тест Euro NCAP в 2018 году:
| Euro NCAP                                      | Euro NCAP | Euro NCAP | Euro NCAP             |
| ---------------------------------------------- | --------- | --------- | --------------------- |
| · общий рейтинг                                |           |           |                       |
| 73%                                            | 84%       | 52%       | 50%                   |
| взрослый пассажир                              | ребёнок   | пешеход   | активная безопасность |
| Протестированная модель: Jimny 1.5L GLX (2018) |           |           |                       |